# Smilisca puma
A Smilisca puma a kétéltűek (Amphibia) osztályának békák (Anura) rendjébe és a levelibéka-félék (Hylidae) családjába tartozó faj.

## Előfordulása
A faj Costa Ricában és Nicaraguában él. Természetes élőhelye szubtrópusi vagy trópusi nedves síkvidéki erdők, időszakos édesvizű mocsarak, kertek, lepusztult erdők. A fajt élőhelyének elvesztése fenyegeti.